# Xahriyar V ibn Karin Husam al-Dawla
Shahriyar V ibn Karin Husam al Dawla (farsi: شهریار), fou ispahbad bawàndida del Tabaristan (1074-1114) fill i successor de Karin II ibn Surkhab
Fou vassall dels seljúcides com el seu pare, i com aquest portava el títol d'ispahbad i rei de Mazanderan (Esfahbaḏ-e Esfahbaḏān, Malek-e Māzandarān) i era xiïta. Ḥusam al-Dawla Shahriyar V fou el primer que va dominar Sari que va esdevenir la seva nova capital. La seva força derivava de les fortaleses que dominava a la muntanya.
De la primera part del seu regnat no es coneix gairebé res.
El 1106 el sultà seljúcida Muhammad ibn Malik Shah va decidir posar fi al desafiament ismaïlita, i la fortalesa d'aquesta secta a Shahdiz al Tabaristan fou assetjada; les negociacions no van reeixir i la fortalesa es va rendir finalment després d'un any de setge (1107); el cap ismaïlita Attash Ahmad ibn Abd al-Malik, i el seu fill Ahmad ibn Attash, foren capturats i executats i el seu cap enviat a Bagdad; Muhammad va ordenar als bawàndides participar en la campanya contra els ismaïlites, però Husam al-Dawla va refusar.
Poc després el sultà va enviar un exèrcit dirigir pel seu emir Ak Sunkur al-Bukhari que va assetjar Sari però fou derrotat en una sortida inesperada del fill (i futur successor) de l'ispahbad, de nom Karin (III) ibn Shariyar Nadjm al-Dawla. Llavors el sultà va enviar una carta conciliatòria, on demanava l'enviament d'un dels fills de l'ispahbad com a ostatge a Esfahan. Fou enviat el fill Ali ibn Shahriyar Ala al-Dawla que va impressionar molt favorablement al sultà que li va oferir la mà de la seva germana; Ali però va recomanar concedir aquest honor al seu germà i hereu Karin (III). Així es va fer i després de l'enllaç (a Esfahan) Karin III va retornar a Sari on es va considerar sobirà i va menysprear al seu pare (vers 1111)..
Husam al-Dawla es va traslladar a Amol i més tard a Hawsam antic centre zaydita del Daylam on es va construir una fortalesa (kanakah) i es va dedicar a la religió. Quan es va posar malalt, Karin III el va cridar a Sari i va demanar perdó i el va restablir en tots els seus drets.
Ak Sunkur, fill del sultà, va decidir substituir-lo i va oferir un exèrcit a Ali Ala al-Dawla per enderrocar al seu germà, però el pare comú, Shahriyar V ibn Karin Husam al Dawla, va aconseguir la retirada d'Ali (vers 1112). No obstant el conflicte va continuar i Karin III es va queixar al sultà Muhammad ibn Malik Shah sobre el seu germà Ali Ala al-Dawla.
Aquest darrer va anar a Merv i es va unir al sultà Sandjar que preparava una campanya per restablir el seu control del Gurgan, però llavors es va haver de dirigir a l'est cap al Sirdarià contra Muhammad Khan (1113/1114). Shahriyar V ibn Karin Husam al Dawla va aprofitar per ocupar Gurgan i es trobava a Tomisa quan es va posar altra vegada malalt i va morir (1113/1114).
El va succeir el seu fill Karin III ibn Shahriyar Nadjm al-Dawla.